# Potoccy herbu Lubicz

Herb Lubicz

Potoccy (biał. Патоцкія) herbu Lubicz – polski ród szlachecki wywodzący się z województwa bracławskiego.

## Historia
Do rodu należał Seweryn Potocki, dobroczynny na Klasztor karmelitów bosych w Berdyczowie. Jego syn Jędrzej Potocki był starostą winnickim, na mocy sejmu w 1703 roku został komisarzem wyznaczonym do uspokojenia dyferencji pogranicznych między województwem ruskim i Węgrami, osiem razy pełnił funkcję deputata na Trybunale Koronnym.
Jednym z Potockich herbu Lubicz był także Franciszek Potocki starosta owrucki, na mocy sejmu z 1685 roku stał się komisarzem naznaczonym, na uznanie krzywd poczynionych przez litewskie wojska na Polesiu. Franciszek uczestniczył jako poseł w konwokacji sejmu w 1696 roku.

## Znani członkowie rodu
- Franciszek Ksawery Potocki
- Józef Antoni Potocki
- Maksymilian Potocki
- Mieczysław Ludwik Potocki
- Wawrzyniec Kazimierz Potocki